# Tampon TAE
Pour les articles homonymes, voir TAE.
Le tampon TAE (pour tris, acétate, EDTA) est une solution tampon de migration utilisée en électrophorèse sur gel d'agarose des acides nucléiques. Il est composé de tris, d'acide acétique et d'EDTA, généralement au pH 8,0.

## Composition
40 mM de tris-acétate, 1 mM d'EDTA.

## Concentrations usuelles
- TAE 50x : solution mère concentrée cinquante fois, à diluer pour obtenir la concentration désirée.
- TAE 10x : Solution mère concentrée dix fois, à diluer pour obtenir la concentration désirée.
- TAE 1x : solution prête à l'emploi.

## Préparation
Pour la préparation d'un litre de solution stock concentrée cinquante fois (50x) de tampon TAE au pH 8, peser :
- 242 g de trisbase ;
- 57,1 ml d'acide acétique glacial 100 % ;
- 100 ml d'EDTA 0,5 M ;
- quantité suffisante d'eau distillée (~ 800 ml) pour un litre de tampon, et ajuster le pH.